# III. Károly Fülöp pfalzi választófejedelem
III. Károly Fülöp (németül: Karl III. Philipp; Neuburg an der Donau, Pfalz–Neuburgi Hercegség, 1661. november 4. – Mannheim, Pfalzi Választófejedelemség, 1742. december 31.), a Wittelsbach-ház pfalz–neuburgi ágából származó birodalmi herceg, aki 1716-tól rajnai palotagróf, pfalzi választófejedelem, valamint Jülich és Berg hercege 1742-es haláláig. Mivel Károly Fülöp fiúutód nélkül halt meg, Pfalzot a Wittelsbach-ház sulzbachi ága, IV. Károly Tivadar herceg örökölte.

## Élete
Károly Fülöp 1679-től máltai lovag volt. A Szent Liga háborújában harcolt 1691 és 1694 között.
1718-ban elköltöztette a Pfalz székhelyét újra Heidelbergbe.

## Házasságai, gyermekei
Károly Fülöp  háromszor nősült, első hitvese Radziwiłł Ludovika Karolina porosz arisztokrata hölgy lett 1688. augusztus 10-én, aki négy gyermekkel (Leopoldina Eleonóra, Mária Anna, Erzsébet Auguszta Zsófia és egy halvaszületett fiúgyermek) ajándékozta meg férjét, de 1695. március 25-én meghalt gyermekágyi lázban, özvegye pedig újranősült. Második felesége 1701. december 15-én Lubomirska Teréza Katalin lengyel arisztokrata hölgy lett, aki két leányt (Teofília Erzsébet Franciska Felicitász és Anna Erzsébet Teofília) szült hitvesének. Teréza 1712. január 6-án meghalt, Károly pedig harmadjára is oltár elé állt. Következő hitvese Jolán Terézia (Thurn und Taxis grófnő) lett 1728-ban, aki nem szült örököst férjének.

## Lásd még
- Pfalz uralkodóinak listája

| Előző uralkodó: János Vilmos | Rajnai palotagróf 1716–1742 mint pfalzi választófejedelem | Következő uralkodó: IV. Károly Tivadar |